# Marko Vešović
Marko Vešović, serb. Марко Вешовић (ur. 28 sierpnia 1991 w Titogradzie) – czarnogórski piłkarz występujący na pozycji pomocnika.

## Kariera klubowa
Treningi piłkarskie rozpoczął w Mladosti Lučani, skąd trafił do Budućnosti Podgorica. W czerwcu 2010 podpisał czteroletni kontrakt z Crveną zvezdą. W lutym 2014 został zawodnikiem Torino FC. 31 sierpnia 2014 został wypożyczony na rok z prawem pierwokupu do HNK Rijeka. W sierpniu 2015 podpisał trzyletni kontrakt ze Spezia Calcio i od razu został wypożyczony do HNK Rijeka.
W lipcu 2017 podpisał kontrakt z HNK Rijeka.
W styczniu 2018 podpisał 3,5 letni kontrakt z Legią Warszawa. 16 lutego 2018 zadebiutował w barwach warszawskiej drużyny w wygranym 4:1 meczu 23. kolejki Ekstraklasy ze Śląskiem Wrocław. Na boisku pojawił się w 82. minucie zmieniając Jarosława Niezgodę. 4 marca 2018 zdobył pierwsza bramkę dla warszawskiego zespołu w 26. kolejce Ekstraklasy w wygranym 2:1 meczu z Lechem Poznań.
16 lipca 2021 roku związał się, na zasadzie wolnego transferu, z azerskim klubem Qarabağ FK.

## Sukcesy

### FK Crvena zvezda
- Mistrzostwo Serbii: 2013/2014
- Puchar Serbii: 2011/2012

### HNK Rijeka
- Mistrzostwo Chorwacji: 2016/2017
- Puchar Chorwacji: 2016/2017

### Legia Warszawa
- Mistrzostwo Polski: 2017/2018, 2019/2020
- Puchar Polski: 2017/2018

### Qarabağ FK
- Mistrzostwo Azerbejdżanu: 2021/2022[11], 2022/23, 2023/24, 2024/25
- Puchar Azerbejdżanu: 2021/2022[12], 2023/2024